# Лукаш Калинський
Лукаш Калинський (пом. 1633) — титулярний єпископ Nicopolis ad Iaterum у 1626 р. Єпископ-помічник Львова в 1626 р. Декан Львівського собору (1627 р).